# チェッダ
チェッダ（Cedda、590年-没年不詳）はウェセックス王国初期の王族。チェウリンの息子であるクスウィンの第二子としてウェセックスの王族として生まれた。彼には息子が一人おり、名をコエンベルフトと言う。
彼の名チェッダはブリトン起源とされ、後世のノーサンブリアの歴史家ベーダ・ヴェネラビリスも彼の名を「Caedda」と記している。アングロサクソン人の王族であるウェセックスの中にはブリトン起源の名を持つ例が多いが、彼の孫で王となったキャドワラと同じくこれもその例のひとつとして挙げられている。